# Chris Penn
Christopher Shannon „Chris” Penn (Los Angeles, Kalifornia, 1965. október 10. – Santa Monica, Kalifornia, 2006. január 24.) amerikai színész.
Szakmai hírnevét olyan filmekkel alapozta meg, mint a Gumiláb (1984), a Kutyaszorítóban (1992), a Tiszta románc (1993), A temetés (1996), a Csúcsformában (1998) vagy a Corky Romano, a kezes farkas (2001).
2006. január 24-én holtan találták lakásán, halálát „meghatározatlan szívizombetegség” okozta.

## Fiatalkora és családja
Los Angelesben született, a színész-rendező Leo Penn és Eileen Ryan (leánykori nevén Annucci) színésznő harmadik, legfiatalabb gyermekeként. Testvérei Sean Penn színész és Michael Penn zenész. Apai nagyszülei litván és orosz származású zsidó bevándorlók voltak. Édesanyja római katolikus, olasz és ír felmenőkkel. Ennek ellenére testvéreivel együtt szekuláris családban nőtt fel.

## Pályafutása
Tizenkét évesen kezdett színészetet tanulni, első filmes szerepét 1979-ben kapta a Charlie and the Talking Buzzard című filmben. 1983-ban Francis Ford Coppola Rablóhal című ifjúsági drámájában tűnt fel. Ugyanebben az évben szerepelt a Tökéletes mozdulatok című sport témájú drámában is, mint a Tom Cruise által alakított főszereplő legjobb barátja. 1984-ben következett a Gumiláb című zenei dráma, ahol szintén mellékszerepben játszott, ezúttal Kevin Bacon mellett. 1985-ben negatív szerepet vállalt Clint Eastwood Fakó lovas című westernfilmjében. Az 1986-os Lőtávolban című bűnügyi drámában bátyja, Sean Penn és édesanyja, Eileen Ryan mellett színészkedett.
1989-ben Travis Brickleyt, az amerikai taekwondocsapat egyik tagját alakította a Riválisok című harcművészeti filmben, a többi főszereplő James Earl Jones, Eric Roberts és Phillip Rhee volt. Az 1993-as folytatásban Penn megismételte a szerepet.
Az 1990-es évek során emlékezetes szerepekben tűnt fel a Kutyaszorítóban (1992) és a Tiszta románc (1993) című filmekben – mindkét mű forgatókönyvét Quentin Tarantino írta. Az 1996-os A temetés című filmben nyújtott alakításáért elnyerte a Velencei Nemzetközi Filmfesztivál legjobb mellékszereplőnek járó díját.
2001-ben eredetileg szerepelt volna az Amerikai pite 2.-ben, mint Steve Stifler apja. Jeleneteit azonban időhiány miatt kivágták a film végleges változatából. A szintén 2001-es Corky Romano, a kezes farkas című maffia-vígjátékban a címszereplő egyik testvérét játszotta. Szinkronszínészként a 2004-es Grand Theft Auto: San Andreas című videójátékban az egyik negatív főszereplő, Eddie Pulaski rendőr hangját kölcsönözte. 2005-ben a Darwin-díj – Halni tudni kell! című vígjátékban tűnt fel – a film premierjére egy nappal Penn halála után került sor a Sundance Filmfesztiválon.

## Halála
2006. január 24-én, negyvenéves korában találták meg holtan Santa Monica-i lakásában. Habár a múltban a színész többféle droggal is élt, a halottkém vizsgálata alapján a halál fő oka „meghatározatlan szívizombetegség” volt. A tragédiához hozzájárulhatott a prometazin és a kodein együttes szedése, valamint a túlsúlyból adódó szívmegnagyobbodás is. A vizsgálat megnövekedett kodeinszintet, illetve váliumot, morfint és marihuánát kimutatott Penn véréből. Testvére, Sean Penn szerint önpusztító életmódot élő öccsével elsődlegesen a túlsúlya végzett.
Pennt a Los Angeles-i Holy Cross temetőben helyezték örök nyugalomra.

## Filmográfia

### Film
| Év   | Magyar cím                             | Eredeti cím                                      | Szerep                         | Magyar hang        |
| ---- | -------------------------------------- | ------------------------------------------------ | ------------------------------ | ------------------ |
| 1979 |                                        | Charlie and the Talking Buzzard                  | Pete                           |                    |
| 1983 | Tökéletes mozdulatok                   | All the Right Moves                              | Brian                          |                    |
| 1983 | Rablóhal                               | Rumble Fish                                      | B.J. Jackson                   | Szokol Péter       |
| 1984 | Szabadnak születtek                    | The Wild Life                                    | Tom Drake                      |                    |
| 1984 | Gumiláb                                | Footloose                                        | Willard Hewitt                 | Alföldi Róbert     |
| 1985 | Fakó lovas                             | Pale Rider                                       | Josh LaHood                    | Holl Nándor        |
| 1985 | Fakó lovas                             | Pale Rider                                       | Josh LaHood                    | Makranczi Zalán    |
| 1986 | Lőtávolban                             | At Close Range                                   | Tommy Whitewood                | Kálid Artúr        |
| 1987 |                                        | Made in U.S.A.                                   | Tuck                           |                    |
| 1989 | Visszatérés a Kwai folyóhoz            | Return from the River Kwai                       | Crawford hadnagy               | Csuja Imre         |
| 1989 | Riválisok                              | Best of the Best                                 | Travis Brickley                | Hankó Attila       |
| 1989 | Riválisok                              | Best of the Best                                 | Travis Brickley                | Csőre Gábor        |
| 1991 | Négykezes géppisztolyra                | Mobsters                                         | Tommy Reina                    | Koroknay Géza      |
| 1991 | A jövő fegyvere                        | Future Kick                                      | Bang                           |                    |
| 1992 | Kutyaszorítóban                        | Reservoir Dogs                                   | 'Széparcú' Eddie Cabot         | Harmath Imre       |
| 1992 | Kutyaszorítóban                        | Reservoir Dogs                                   | 'Széparcú' Eddie Cabot         | Kerekes József     |
| 1992 | Az éjszaka mélyén                      | Leather Jackets                                  | Big Steve                      |                    |
| 1993 | Halálos riválisok                      | Best of the Best 2                               | Travis Brickley                | Juhász György      |
| 1993 | Galaktikus uborka                      | The Pickle                                       | Gregory Stone                  | Kocsis György      |
| 1993 | Beethoven 2.                           | Beethoven's 2nd                                  | Floyd                          | Hankó Attila       |
| 1993 | Josh és S.A.M.                         | Josh and S.A.M.                                  | Derek Baxter                   | Zubornyák Zoltán   |
| 1993 | Végjáték                               | The Music of Chance                              | Floyd                          |                    |
| 1993 | Tiszta románc                          | True Romance                                     | Nicky Dimes                    | Zubornyák Zoltán   |
| 1993 | Tiszta románc                          | True Romance                                     | Nicky Dimes                    | Holl Nándor        |
| 1993 | Rövidre vágva                          | Short Cuts                                       | Jerry Kaiser                   | Kocsis György      |
| 1994 | Képzelt bűnök                          | Imaginary Crimes                                 | Jarvis                         |                    |
| 1995 | Pusztító ököl                          | Fist of the North Star                           | Jackal                         | Sztarenki Pál      |
| 1995 | A terror hálójában                     | Sacred Cargo                                     | Vince Kanevsky                 | Kocsis György      |
| 1995 | Wong Foo, kösz mindent! – Julie Newmar | To Wong Foo, Thanks for Everything! Julie Newmar | Dollard seriff                 | Kőszegi Ákos       |
| 1995 | Hawaii álom                            | Under the Hula Moon                              | Turk Dickson                   | Hankó Attila       |
| 1996 | Mulholland – Gyilkos negyed            | Mulholland Falls                                 | Arthur Relyea                  | Zubornyák Zoltán   |
| 1996 | A temetés                              | The Funeral                                      | Chez                           | Koroknay Géza      |
| 1997 | Gittegylet                             | The Boys Club                                    | Luke                           |                    |
| 1997 | Papírnyom                              | Papertrail                                       | Jason Enola FBI-ügynök         |                    |
| 1997 | A hazug                                | Deceiver (Liar)                                  | Phillip Braxton nyomozó        |                    |
| 1998 | Egy kemény zsaru                       | One Tough Cop                                    | Duke Finnerly                  |                    |
| 1998 | Csúcsformában                          | Rush Hour                                        | Clive Cod                      | R. Kárpáti Péter   |
| 1998 | Csúcsformában                          | Rush Hour                                        | Clive Cod                      | Kapácsy Miklós     |
| 1998 |                                        | Family Attraction (rövidfilm)                    | apa                            |                    |
| 1999 | Cement                                 | Cement                                           | Bill Holt                      |                    |
| 1999 | A bár                                  | The Florentine                                   | Bobby                          | Harmath Imre       |
| 2000 | Kiss Kiss (Bang Bang)                  | Kiss Kiss (Bang Bang)                            | Bubba                          | Kerekes József     |
| 2001 | Amerikai pite 2.                       | American Pie 2                                   | Stifler apja (törölt szereplő) |                    |
| 2001 | Corky Romano, a kezes farkas           | Corky Romano                                     | Peter Romano                   | Ifj. Jászai László |
| 2002 | Kísérleti gyilkosság                   | Murder by Numbers                                | Ray Feathers                   | Besenczi Árpád     |
| 2002 |                                        | Redemption                                       | Tony Leggio                    |                    |
| 2002 | Az iskoláját!                          | Stealing Harvard                                 | David Loach                    | Bognár Tamás       |
| 2003 | Az utolsó akkord                       | Masked and Anonymous                             | stábtag                        |                    |
| 2003 | Gyilkos menedék                        | Shelter Island                                   | Deluca seriff                  |                    |
| 2004 | Starsky és Hutch                       | Starsky & Hutch                                  | Manetti                        | Besenczi Árpád     |
| 2004 | Az utolsó gyémántrablás                | After the Sunset                                 | lármás rajongó                 | Szabó Győző        |
| 2006 | Darwin-díj – Halni tudni kell!         | The Darwin Awards                                | Tom                            | Kerekes József     |
| 2006 | Holly                                  | Holly                                            | Freddie                        |                    |
| 2013 |                                        | Aftermath (posztumusz megjelenés)                | Tony Bricker                   |                    |

### Televízió
| Év   | Magyar cím                       | Eredeti cím                  | Szerep                     | Megjegyzések           |
| ---- | -------------------------------- | ---------------------------- | -------------------------- | ---------------------- |
| 1982 | Magnum                           | Magnum                       | sebesült katona Vietnamban | 1 epizód               |
| 1985 |                                  | North Beach and Rawhide      | Dan Donnelly               | tévéfilm               |
| 1987 |                                  | Faerie Tale Theatre          | Will Tussenbrook           | 1 epizód               |
| 1990 |                                  | The Young Riders             | Brad                       | 1 epizód               |
| 1996 | Texasi krónikák: A Holtak útján  | Dead Mans Walk               | Goodnight                  | minisorozat (1 epizód) |
| 2003 | CSI: Miami helyszínelők          | CSI: Miami                   | Pete Wilton                | 1 epizód               |
| 2003 | Will és Grace                    | Will & Grace                 | Rudy                       | 1 epizód               |
| 2005 | Everwood                         | Everwood                     | Frank Sullivan             | 1 epizód               |
| 2005 | Törtetők                         | Entourage                    | önmaga                     | 1 epizód               |
| 2005 | Esküdt ellenségek: Bűnös szándék | Law & Order: Criminal Intent | Tommy Onerato              | 1 epizód               |
| 2007 |                                  | King of Sorrow               | Enola nyomozó              | tévéfilm               |

### Videójátékok
| Év   | Cím                           | Szerep                 |
| ---- | ----------------------------- | ---------------------- |
| 2004 | Grand Theft Auto: San Andreas | Eddie Pulaski (hangja) |

## Fordítás
- Ez a szócikk részben vagy egészben  a   Chris Penn című angol Wikipédia-szócikk ezen változatának fordításán alapul.  Az eredeti cikk szerkesztőit annak laptörténete sorolja fel. Ez a jelzés csupán a megfogalmazás eredetét és a szerzői jogokat jelzi, nem szolgál a cikkben szereplő információk forrásmegjelöléseként.